# Manuel Kampus
Manuel Kampus (* 1984; heimatberechtigt in Embrach) ist ein Schweizer Politiker (Grüne).

## Leben
Manuel Kampus ist gelernter Koch und schloss 2019 seine Ausbildung zum Aktivierungsfachmann HF ab. Er ist Vater und lebt mit seiner Familie in Schlieren.

## Politik
Manuel Kampus wurde 2018 in das Gemeindeparlament der Stadt Schlieren gewählt, wo er Mitglied der Geschäftsprüfungskommission ist.
2019 wurde Kampus in den Kantonsrat des Kantons Zürich gewählt. Er ist seit 2019 Mitglied der Geschäftsprüfungskommission.
Kampus ist Co-Präsident der Grünen Bezirk Dietikon und Vorstandsmitglied des Schweizerischen Verbands der Aktivierungsfachfrauen/-männer SVAT.